# Petr Hlaváček (architekt)
Petr Hlaváček (* 31. července 1961 Zlín) je český architekt a urbanista, v letech 2015 až 2016 ředitel Institutu plánování a rozvoje hl. m. Prahy. V letech 2018 až 2023 byl 1. náměstkem primátora hlavního města Prahy pro oblast územního rozvoje a územního plánu, zvolen byl za uskupení Spojené síly pro Prahu. Od února 2023 je náměstkem primátora pro oblast územního a strategického rozvoje, zvolen byl za hnutí STAN.

## Profesní život
Narodil se v roce 1961 ve Zlíně, v roce 1985 absolvoval Fakultu architektury ČVUT v Praze, na této škole od roku 1990 do roku 2010 či až dosud působí jako pedagog a v letech 2010–2015 byl jejím proděkanem pro rozvoj. V roce 1993 působil jeden semestr jako hostující profesor na University of Michigan College of Architecture.
V letech 1987–1991 pracoval v Projektovém ústavu výstavby hlavního města Prahy (PÚ VHMP) v ateliéru Alfa (ateliér brutalistického architekta ing. arch. Machonina).
V roce 1991 založil s Hanou Seho-Münzovou ateliér R.U.A.
V roce 2009 (dle některých zdrojů již v roce 2000) založil se svou manželkou Magdalenou vlastní ateliér Architekti Headhand s.r.o. (původním názvem Atelier Mezzanin s.r.o.), od roku 2015 je pak třetím spoluvlastníkem Miroslav Šajtar.
Od počátku roku 2015 do 20. září 2016 byl ředitelem Institutu plánování a rozvoje hl. m. Prahy (IPR). Jeho hlavním úkolem bylo zpracování Metropolitního plánu Prahy. Už od května 2016 však s ním hnutí ANO vyjadřovalo nespokojenost a 20. září 2016 byl z funkce pro politické neshody odvolán. Jako důvody bylo uvedeno, že metropolitní plán nabírá zpoždění, že málo konzultoval s politiky a že opakovaně odmítl vyměnit vedoucího týmu připravující nový územní plán, architekta Romana Kouckého, který je uznávaným odborníkem, ale má též pověst svérázného člověka, se kterým je těžké se domluvit. Ke kritice se připojila i další koaliční strana, Trojkoalice, například náměstkyně primátora za Zelené Petra Kolínská. Hlaváček koncepci, kterou Koucký pod jeho vedením připravoval, sám označil za revoluci, která se časem zmírní – s tím, že napřed má být připravena odvážná verze a teprve potom postupně hledán kompromis. Kritici Kouckému vyčítali, že v plánu vidí cosi jako umělecké dílo, jež moc nehledí na lidi, kteří ve městě mají žít. Hlaváček na kritiku reagoval tím, že zbavit se Kouckého je jako dát z auta pryč karburátor. Primátorka Adriana Krnáčová odvolání Hlaváčka zdůvodňovala též jeho manažerskou neschopností, resp. auditem od firmy Ernst & Young, podle nějž ředitel neudělal dost pro to, aby zabránil případné korupci a manipulování zakázek, ke kterým podle auditu docházelo za předchozího vedení. Podle Krnáčové také IPR Praha nefunguje jako příspěvková organizace města nebo úřad, který by měl být schopný veškerou svou práci spolehlivě a vyčíslitelně vykázat, ale občas spíš připomíná ateliér fakulty architektury. Hlaváček takovou atmosféru ovšem považuje za samu podstatu fungování institutu. Adriana Krnáčová údajně chtěla na jeho místo jako dočasného krizového manažera dosadit svého poradce Miroslava Holuba, který v předchozím výběrovém řízení neuspěl proti Hlaváčkovi. Za Hlaváčka se před jeho odvoláním postavili v petici prakticky všichni pracovníci IPR.
Poté je Petr Hlaváček předsedou gremiální rady IPR. Podle poroty soutěže Architekt roku je bytostně společensky angažovanou osobností, což se projevilo i jeho veřejným nasazením při vzniku a popularizaci IPR a tvorbě Metropolitního plánu Prahy.
Působil jako porotce v řadě urbanistických a architektonických soutěží, v případě Nového kongresového centra v Praze a zahrad u kostela sv. Václava v Suchdole (obojí v roce 2017) jako předseda poroty.

## Architektura
Ve své architektonické činnosti se zabývá jak celkem, urbanistickou koncepcí (strategickým plánem rozvoje) a vytvářením a definováním veřejného prostoru, tak detaily, ovšem s důrazem na kvalitu a potřeby celku.
V profilovém rozhovoru v roce 2016 uvedl, že v Praze není třeba stavět nekonečně krásné, tvarově zajímavé domy, ale obyvatelé potřebují především docela obyčejný, jednoduchý obytný prostor. Jeho vizí je „město, kde by se dobře žilo“.
„Mezi rozumnými architekty je sdílená teorie, či poznání, že město není a nemůže být složené ze soch. Tedy jen z domů, které jsou tvarově zajímavé. V historii tyto „sochy“ představují budovy jako kostely, divadla, muzea. Jsou kořením města. Ale stejně jako jídlo nemůže být celé prokořeněné, protože by se nedalo jíst, tak i město musí mít koření přiměřeně. Má mít jednoduchý, čitelný, veřejný prostor a určitě zajímavé, ale ne tvarově přehnaně zajímavé obytné domy. … Pokud by bylo město postaveno jen z úžasných křivolakých domů, bude to průšvih. To už víme, jsou příklady z takových těch mírně diktátorských režimů v bývalých sovětských republikách, kam se pozvali strašně slavní architekti, ti naskládali různé domy a ve výsledku to je až k smíchu. Není to přirozené, není to obyvatelné.“
Ve svých vyjádřeních klade velký důraz na kavárny jako prostředek sociálních vazeb a sociální kontroly: „Někde bydlíte. Máte u toho nějaký park a kavárnu, kam všichni chodí a dávají si to kafíčko. V Berlíně je to úplně typický obrázek, podobné parky jsou o víkendu plné, i tatínkové se naučili zajít si tam vypít kafíčko. A díky tomu kafíčku máte nad celým prostorem sociální kontrolu. Ale pokud je taková kavárna přes sobotu, neděli prázdná, tak časem to kafíčko zanikne. Park se přestane udržovat a vznikne z toho nepříznivý prostor. (…) Kavárna zdaleka není jen o tom, že se tam chodí vypít káva, je to jeden ze zdrojů kontroly daného prostoru. Je v ní někdo, kdo se o to stará a důvěrně zná prostředí. Díky tomu už třeba ví, že tamten člověk je trochu divný. Lidi se tam setkávají, znají se, posilují sociální vazby.“
Mezi stavbami, na nichž se významně podílel, jsou jmenovány:
- Ubytovací zařízení Knihovny AV ČR v Jenštejně, 2011 (v podobě repliky původních venkovských usedlostí)
- Bytový dům U michelského mlýna, Praha-Michle, 2005
- Rekonstrukce ambasády ČR v Brasílii, 2010

V roce 2018 byl odbornou porotou vybrán mezi pět finalistů nominovaných na ocenění Architekt roku 2018, cenu však nezískal.

## Komunální politik
V komunálních volbách v roce 2018 byl jako nestraník za TOP 09 zvolen zastupitelem hlavního města Prahy, když kandidoval na 3. místě kandidátky subjektu "TOP 09 a Starostové (STAN) ve spolupráci s KDU-ČSL, LES a Demokraty Jana Kasla -"Spojené síly pro Prahu"". Dne 15. listopadu 2018 se navíc stal 1. náměstkem primátora hlavního města Prahy pro oblast územního rozvoje a územního plánu.
V komunálních volbách v roce 2022 byl lídrem kandidátky hnutí STAN a tudíž i kandidátem na post pražského primátora. Mandát zastupitele hlavního města se mu podařilo obhájit.
Dne 16. února 2023, téměř pět měsíců od komunálních voleb, byla zvolena nová Rada hlavního města Prahy. Petr Hlaváček se v ní stal náměstkem primátora zodpovědným za oblast územního a strategického rozvoje.